# Friedrichsgabe
Friedrichsgabe és un antic municipi al districte de Pinneberg a l'estat de Slesvig-Holstein a Alemanya. El riu Gronau hi neix. Junts amb els municipis d'Harksheide, Glashütte i Garstedt va formar la ciutat nova de Norderstedt a l'any 1970.
El municipi va crear-se al 1821, quan Johann Daniel Lawaetz, un industrial i comerçant d'Altona, que es trobava aleshores a Dinamarca, va voler crear una colònia de pobres. La idea fundadora n'era que la cultura de la terra hauria de crear una renda suficient per fer la gent independents d'assistència i d'almoines.

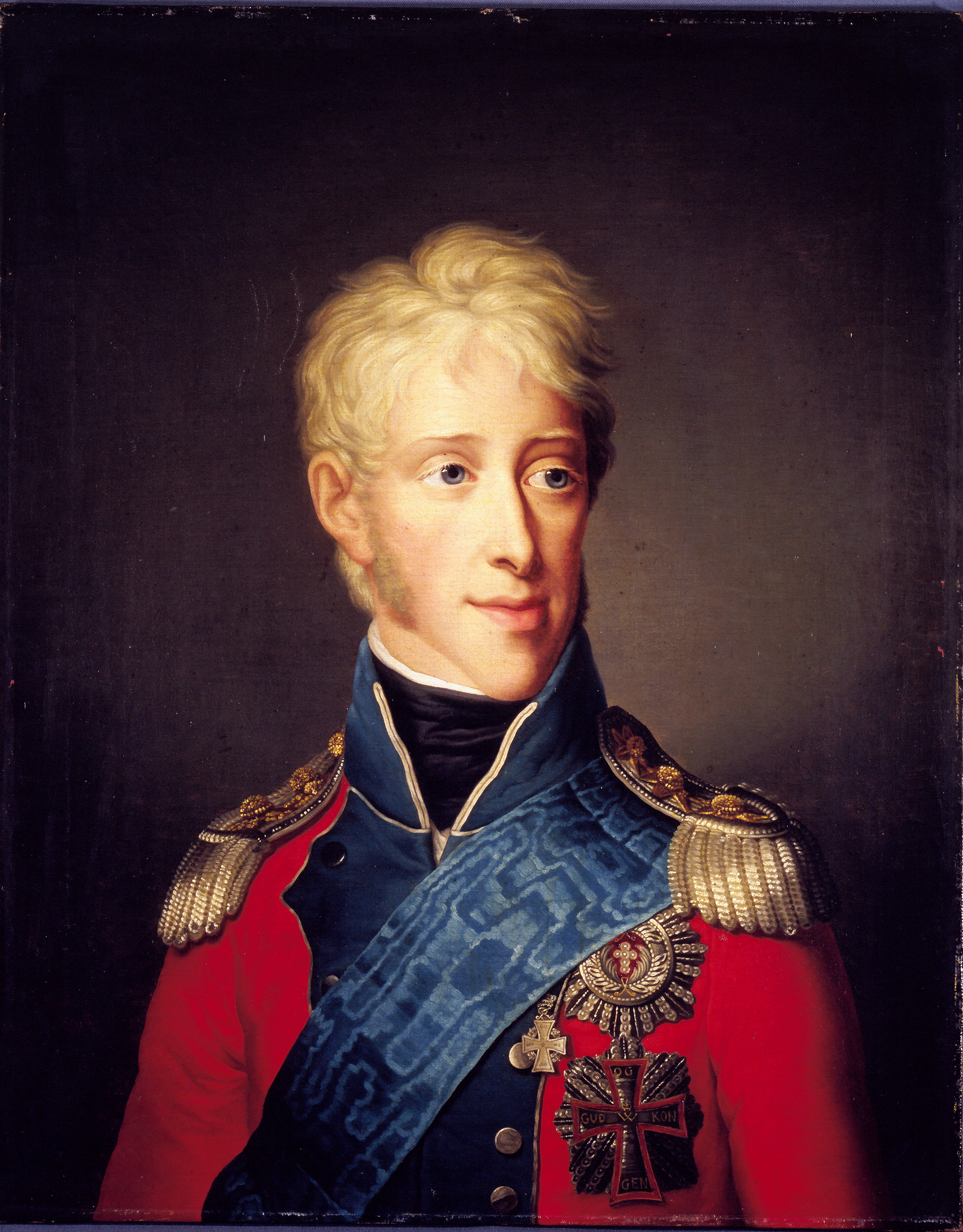
Frederic VI

El rei Frederic VI de Dinamarca, que era també duc de Slesvig i de Holstein, va donar-li un terreny llarg a la landa d'Harksheide. Lawaetz va expressar el seu agraïment en nomenar el poble Frederiksgabe, això significa la donació de Frederic. Vint famílies pobres van formar-ne els primers habitants.
Com que el conreu del terra de landa poc fèrtil no donà recoltes extraordinàries, les famílies van cercar altres recursos, com l'explotació de la torba. Al 1873 el projecte fracassat va terminar-se. Després de la convenció de Gastein de 1865 el Slesvig-Holstein va passar sota control prussià i la nova administració va crear un municipi Friedrichsgabe en fusionar el nucli amb Meeschensee, Haslohfurth i Dreibeken. L'any 1900, comptava només amb 400 habitants. El 1955, un polígon industrial va crear-se als afores de l'estació del ferrocarril AKN al que va contribuir al creixement de la població: el 1970 ja tenia 6729 habitants.
El 1970 va estar integrat a la ciutat nova de Norderstedt i va continuar a desenvolupar-se com a barri residencial. Compta uns 8000 habitants i vàris urbanitzacions noves, com el Frederikspark, n'augmentaran encara la població.